# Mouvement Boogaloo
Pour les articles homonymes, voir Boogaloo (homonymie).

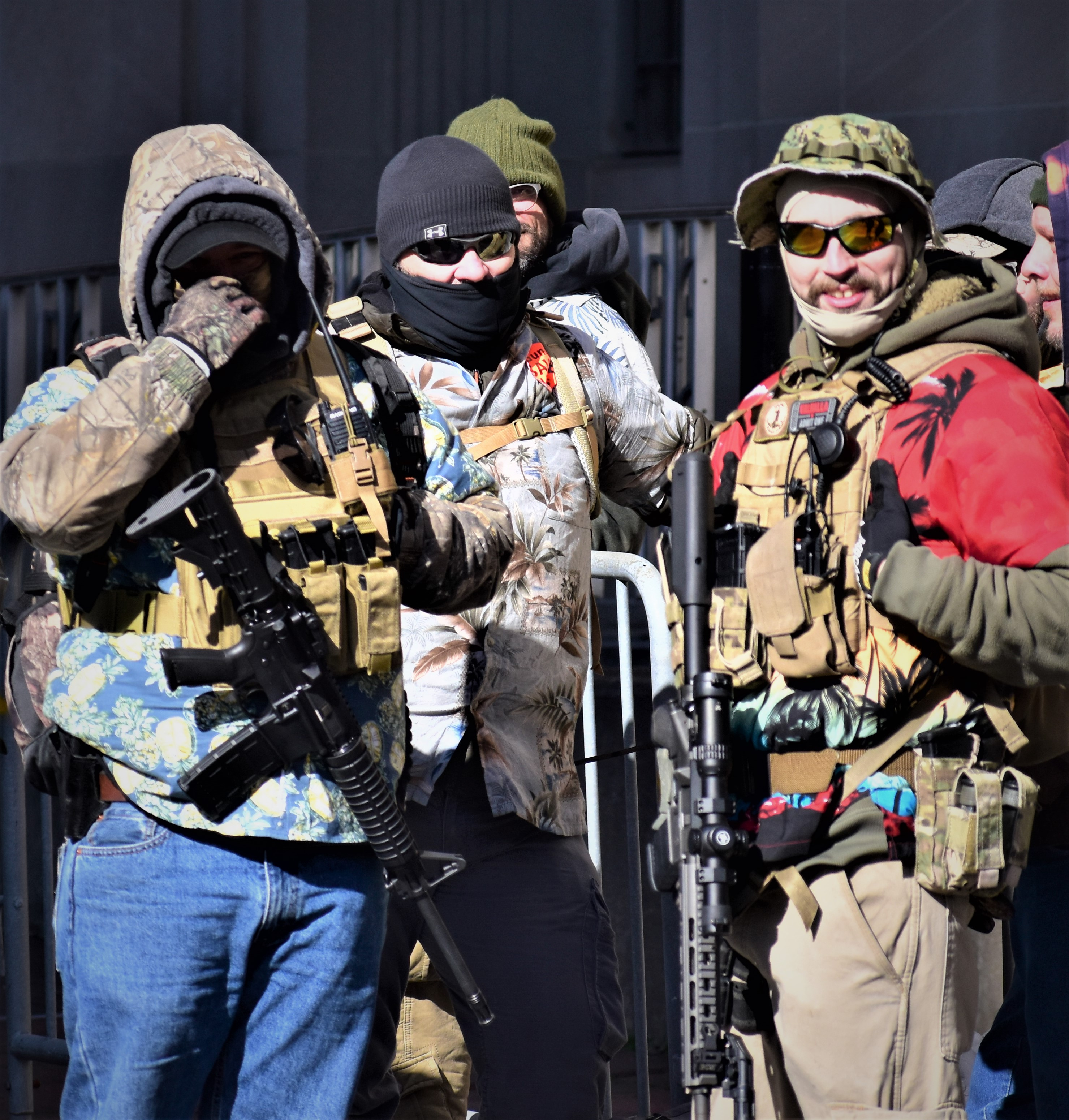
Membres du mouvement Boogaloo en janvier 2020.

Le mouvement Boogaloo est un mouvement de l'extrême droite radicale américaine qui se caractérise par sa préparation à une guerre civile. Motivé par la défense du deuxième amendement de la Constitution des États-Unis, il considère qu'il faut accélérer l'éclatement d'un conflit armé pour éviter ce qu'il pense être la lente confiscation par les autorités, via des opérations de police, des armes à feu détenues par les particuliers. Mème Internet à l'origine, son nom est largement repris sur les réseaux sociaux lors de la pandémie de Covid-19 aux États-Unis, dans des appels au soulèvement armé contre l'État fédéral.

## Origine

### Expression
L'expression en elle-même vient du film Breakin' 2: Electric Boogaloo (en). Chris Hardwick, animateur de @midnight (en) sur Comedy Central, lance en 2014 un jeu sur Twitter visant à imaginer un titre de suite amusant. Le schéma « titre du film 2 : Electric Boogaloo » émerge alors. Le sous-titre Electric Boogaloo devient un mème Internet. Par la suite, le nom d'une seconde guerre civile est calqué sur ce schéma : « Civil War 2 : Electric Boogaloo » sera réduit en boogaloo. L'expression dérivée « boogaloo boys » ou « boogaloo bois » désigne les adeptes du mouvement tels que Aaron Swenson, arrêté en avril 2020 après avoir diffusé des menaces à la police sur Facebook Live.
Par homophonie, certains groupes du mouvement le désignent aussi sous la forme Big Igloo et Big Luau, ce qui conduit à l'adoption de l'igloo comme symbole fréquent[réf. souhaitée] et de la chemise hawaïenne, arborée pendant les lūʻaus comme tenue préférentielle.

### Mouvement
Ce mouvement rassemble, d'une part, l'opposition d'une partie de l'opinion américaine contre les mesures de confinement face au Covid-19 et, d'autre part, les idées plus anciennes du mouvement patriote et de l'alt-right. L'expression apparaît sur les réseaux sociaux. Principalement entre février et avril 2020, 125 groupes Facebook, en majorité privés, discutant autour d'un projet de soulèvement violent et armé contre l'État fédéral, sont dénombrés par Tech Transparency Project,. Ils rassemblent environ 70 000 membres lorsque l'enquête est publiée. Les discussions au sein de ces groupes portent sur des questions de stratégie, de médecine militaire et d'armement.  En février et mars 2020, on compte 200 000 publications contenant le terme boogaloo sur les réseaux sociaux, dont 52% sur Twitter et 22% sur Reddit:6. 
Selon divers médias américains, des militants d'extrême droite appartenant à la mouvance Boogaloo, parfois lourdement armés, se sont infiltrés dans de nombreuses manifestations consécutives à la mort de George Floyd, qui dénonçaient violences policières et discriminations raciales. Des spécialistes de ces groupes s'interrogent sur le rôle qu'ils auraient pu jouer dans le déclenchement des violences qui ont embrasé des dizaines de villes américaines.

## Analyse

### Contexte de la pandémie de Covid-19
Une étude du laboratoire d'idées Institute for Strategic Dialogue démontre une utilisation du contexte pandémique pour appeler au boogaloo et recruter des membres dans le mouvement. Le confinement imposé par les autorités dans certains États américains est perçu par les membres du mouvement comme une violation des libertés fondamentales. Les tweets de Donald Trump contre le confinement dans certains États, faisant référence au deuxième amendement, sont repris comme un appel à la mobilisation armée, dans la crainte d'une interdiction des armes à feu liée à l'état d'urgence,. 

### Membres
Le mouvement boogaloo inclut des activistes pro-armes à feu, des anciens combattants, des militaires et policiers, des suprématistes blancs, des soutiens comme des détracteurs de Donald Trump, ainsi que des citoyens sans idéologie politique affirmée. Alors que les activistes pro-armes voient dans le projet de guerre civile une attaque contre le gouvernement, les suprématistes blancs y voient l'occasion d'une guerre raciale.

### Rôle des plateformes
Comme pour d'autres mouvements depuis les attentats de Christchurch, Facebook est accusé de gestion peu efficace des contenus potentiellement dangereux. Il s'avère par ailleurs que les fonctionnalités de partage de fichier de la plate-forme ont été utilisées par divers membres pour s'échanger de nombreux documents tels que manuels militaires ou de la CIA et des ouvrages de propagande.
Le 30 juin 2020, Facebook supprime environ 220 comptes du mouvement Boogaloo, craignant que le groupe ne planifie des violences dans le monde réel,.

### Origine du terme
L'ironie du trajet sémantique du terme, qui désigne à l'origine un courant musical afro-américain des années 1950 avant d'être employé par des suprématistes blancs, est soulignée par la journaliste Hannah Allam (en) : 
« a word coined by black and brown people now used by some who envision a country without them »
— Hannah Allam, npr.org

« un mot inventé par les noirs et les métis, aujourd'hui récupéré par ceux qui envisagent un pays sans eux »
— npr.org

## Actions violentes et terroristes
Le 11 avril 2020, un membre du mouvement est arrêté au Texas après avoir posté une vidéo sur Facebook annonçant qu'il allait tendre une embuscade à un policier pour le tuer.
Le 29 mai 2020, alors qu'une manifestation antiraciste se déroule dans la ville, deux hommes en voiture s'arrêtent devant le tribunal du comté de Santa Cruz, à Oakland, et tirent sur deux policiers du comté qui y montent la garde, tuant l'un et blessant gravement l'autre, avant de s'enfuir. L'un des deux assaillants est identifié comme le sergent Steven Carrillo de l'US Air Force. Le 7 juin, sa camionnette est repérée sur une route à la périphérie de Ben Lomond (comté de Santa Cruz, Californie). La police du comté tente alors de l'interpeller, mais Carrillo riposte avec un AR-15 et des bombes artisanales qu'il transportait dans son véhicule, tuant un policier et en blessant trois autres. Par la suite, il abandonne son véhicule et tente en vain d'en carjacker un autre, avant d'être blessé par balles et arrêté vivant. Un autre complice de l'attaque du tribunal identifié comme Robert Julius sera arrêté vivant. Les enquêteurs démontrent qu'ils appartenaient au mouvement Boogaloo et que Carrillo était en route pour commettre un attentat d'ampleur.